# Ridvan Dibra
Ridvan Dibra (* 9. Januar 1959 in Shkodra) ist ein albanischer Dichter, Literaturwissenschaftler und Journalist.
Dibra studierte Albanische Sprache und Literatur an der Universität Shkodra. Zwischen 1982 und 1987 arbeitete er in Kukës als Albanischlehrer, danach schrieb er von 1988 bis 1994 Artikel für eine Shkodraner Zeitung. Seit 1994 doziert er Albanische Sprache und Literatur an der Universität Shkodra.
Übersetzungen aus seinen Werken liegen auf Serbokroatisch, Englisch, Mazedonisch, Deutsch und Italienisch vor.

## Werk (Auswahl)
- Thjesht (Einfach). 1989
- Eklipsi i shpirtit (Die Finsternis der Seele). 1994
- Prostituta e virgjër (Die jungfräuliche Prostituierte). 1994
- Nudo (Nackt). 1995
- Vetmia e diellit (Die Einsamkeit der Sonne). 1995
- Mjerimi i gjysmës (Das Elend der Hälfte). 1996
- Kurthet e dritës (Die Fallen des Lichts). 1997
- Triumfi i Gjergj Elez Alisë (Der Triumph des Gjergj Elez Alia). 1999
- Stina e ujkut (Die Jahreszeit des Wolfes). 2000
- Të lirë dhe të burgosur (Frei und gefangen). 2001
- Vëlla me centaurët (Bruder mit den Kentauren). 2002
- Triumfi i dytë i Gjergj Elez Alisë (Der zweite Triumph des Gjergj Elez Alia). 2003
- Email (E-Mail). 2003
- Kumte dashurie (Liebesmitteilungen). 2004
- Franc Kafka i shkruan të birit (Franz Kafka schreibt seinem Sohn). 2006
- Stina e maceve (Die Jahreszeit der Katzen). 2007
- Kanuni i Lekës së vogël (Der Kanun des kleinen Leka). 2011
- Legjenda e vetmisë (Die Legende der Einsamkeit). 2012
- Gjumi mbi borë (Der Schlaf auf dem Schnee). 2016
- Treni i muzgut (Der Zug der Dämmerung). 2017
- Dashuritë e virgjëreshës Madalenë. 2018